# Попугаев, Алексей Григорьевич
Алексей Григорьевич Попугаев (1924—1943) — советский военнослужащий. Участник Великой Отечественной войны. Герой Советского Союза (1944, посмертно). Гвардии младший сержант.

## Биография
Алексей Григорьевич Попугаев родился 15 января 1924 года в селе Рассыпное ныне Троицкого района Луганской области Украины в крестьянской семье. Русский. Окончил 9 классов школы. В октябре 1941 года Лозово-Александровским районным военкоматом Ворошиловградской области А. Г. Попугаев был призван в ряды Рабоче-крестьянской Красной Армии. Окончил школу младших командиров, освоил воинскую специальность миномётчика.
В боях младший сержант А. Г. Попугаев участвовал с 16 января 1942 года на Западном фронте в должности командира расчёта 82-миллиметрового миномёта 32-го гвардейского стрелкового полка 12-й гвардейской стрелковой дивизии 49-й армии. Боевое крещение принял на реке Угре, участвовал в боях за посёлок Сабельниково. С 20 января 1942 года 12-я гвардейская стрелковая дивизия была переброшена под Сухиничи, где вела бои в составе 10-й и 16-й (с конца марта 1942 года) армий Западного фронта. До весны 1943 года Алексей Григорьевич участвовал в наступательных и оборонительных боях в Калужской области на жиздринском направлении.
В конце марта 1943 года 12-я гвардейская стрелковая дивизия была передана в состав 61-й армии только что сформированного Брянского фронта и заняла оборону южнее Белёва. С 12 июля 1942 года гвардии младший сержант А. Г. Попугаев участвовал в Орловской операции Курской битвы. При прорыве вражеской обороны на болховском направлении в районе деревень Пальчикова и Хомякова и в последующих боях за освобождение Орловской области он действовал смело и решительно. Ведя ураганный огонь из своего миномёта, он способствовал отражению нескольких контратак противника, уничтожив до 50 солдат и офицеров вермахта. В ходе наступления А. Г. Попугаев находился на открытой позиции в боевых порядках пехоты под непрерывным огнём противника, но ни разу не покинул своего места у миномёта.
15 августа 1943 года 61-я армия была выведена в резерв Ставки Верховного Главнокомандования и 7 сентября 1943 года была передана Центральному фронту. За это время гвардии младший сержант А. Г. Попугаев, ставший уже одним из ветеранов 32-го гвардейского стрелкового полка, на комсомольском собрании был избран комсомольским организатором одного из стрелковых батальонов. В ходе Чериговско-Припятской операции Попугаев всегда находился в первых рядах наступающего батальона, воодушевляя его бойцов личным примером. Алексей Григорьевич участвовал в форсировании Десны, освобождении села Любеч. Особо отличился при форсировании реки Днепр.
В ночь с 28 на 29 сентября 1943 года гвардии младший сержант А. Г. Попугаев на подручном средстве одним из первых в подразделении преодолел водный рубеж у села Глушец Гомельской области Белорусской ССР. При захвате плацдарма гранатой подавил немецкий ДЗОТ. В ожесточённой рукопашной схватке, умело действуя штыком и прикладом, уничтожил свыше 35 вражеских солдат и офицеров. В дальнейшем участвовал в отражении многочисленных контратак противника на захваченном плацдарме.
2 октября 1943 года, выполняя задание командования по разведке переднего края немецкой обороны и выявлению вражеских огневых точек, гвардии младший сержант А. Г. Попугаев погиб.
Указом Президиума Верховного Совета СССР «О присвоении звания Героя Советского Союза генералам, офицерскому, сержантскому и рядовому составу Красной Армии» от 15 января 1944 года за «образцовое выполнение боевых заданий командования по форсированию реки Днепр и проявленные при этом отвагу и геройство» удостоен звания Героя Советского Союза.
Первоначально был похоронен в братской могиле на правом берегу Днепра в полутора километрах от деревни Власёнки.
В 1949 году его останки были перезахоронены в братском могиле в селе Маложин Брагинского района Гомельской области Белоруссии.

## Награды
- Медаль «Золотая Звезда» (15.01.1944, посмертно);
- орден Ленина (15.01.1944, посмертно);
- медаль «За отвагу» (25.07.1943).

## Память
- Бюст Героя Советского Союза А. Г. Попугаева установлен в селе Рассыпное Луганской области Украины.

## Документы
- Общедоступный электронный банк документов «Подвиг Народа в Великой Отечественной войне 1941—1945 гг.» Дата обращения: 14 декабря 2012. Архивировано из оригинала 13 марта 2012 года.

Представление к званию Героя Советского Союза. Дата обращения: 14 декабря 2012. Архивировано 25 января 2013 года.
Указ Президиума Верховного Совет СССР о присвоении звания Героя Советского Союза. Дата обращения: 14 декабря 2012. Архивировано 25 января 2013 года.
Список представленных к званию Героя Советского Союза по 61-й армии. Дата обращения: 14 декабря 2012. Архивировано 25 января 2013 года.
Медаль «За отвагу» (наградной лист и приказ о награждении). Дата обращения: 14 декабря 2012. Архивировано 18 января 2013 года.
- Обобщенный банк данных «Мемориал». Дата обращения: 14 декабря 2012. Архивировано из оригинала 10 мая 2012 года.

ЦАМО, ф. 58, оп. 18001, д. 933. Дата обращения: 14 декабря 2012. Архивировано 18 января 2013 года.
Информация из списка захоронения З375-17. Дата обращения: 14 декабря 2012. Архивировано 18 января 2013 года.
Учётная карточка захоронения З375-17. Дата обращения: 14 декабря 2012. Архивировано 18 января 2013 года.
Схма захоронения З375-17. Дата обращения: 14 декабря 2012. Архивировано 18 января 2013 года.